# Ектор Ясальде
Ектор Ясальде (ісп. Héctor Yazalde, 29 травня 1946, Авельянеда, Аргентина — 18 червня 1997, Буенос-Айрес, Аргентина) — аргентинський футболіст, що грав на позиції нападника.
Виступав, зокрема, за клуби «Спортінг» та «Ньюеллс Олд Бойз», а також національну збірну Аргентини.
Дворазовий чемпіон Аргентини. Володар кубка Португалії. Чемпіон Португалії.

## Клубна кар'єра
У дорослому футболі дебютував 1962 року виступами за команду клубу «Піранья», в якій провів чотири сезони.
Протягом 1967—1970 років захищав кольори команди клубу «Індепендьєнте» (Авельянеда).
Своєю грою за останню команду привернув увагу представників тренерського штабу клубу «Спортінг», до складу якого приєднався 1971 року. Відіграв за лісабонський клуб наступні чотири сезони своєї ігрової кар'єри. Більшість часу, проведеного у складі «Спортінга», був основним гравцем атакувальної ланки команди. 1974 і 1975 років ставав найкращим бомбардиром чемпіонату Португалії, 1974 отримав Золотий бутс як найкращий голеадор найвищих дивізіонів національних футбольних чемпіонатів країн зони УЄФА.
Протягом 1975—1977 років захищав кольори команди клубу «Марсель».
1977 року уклав контракт з клубом «Ньюеллс Олд Бойз», у складі якого провів наступні п'ять років своєї кар'єри гравця. Граючи у складі «Ньюеллс Олд Бойз» також здебільшого виходив на поле в основному складі команди.
Завершив професійну ігрову кар'єру у клубі «Уракан», за команду якого виступав протягом 1982—1982 років.

## Виступи за збірну
1970 року дебютував в офіційних матчах у складі національної збірної Аргентини. Протягом кар'єри у національній команді, яка тривала п'ять років, провів у формі головної команди країни десять матчів, забивши два голи.
У складі збірної був учасником чемпіонату світу 1974 року у ФРН.

## Досягнення

### Командні
- Чемпіон Аргентини:

«Індепендьєнте»: 1967, 1970
- Володар кубка Португалії:

«Спортінг»: 1972–1973
- Чемпіон Португалії:

«Спортінг»: 1973–1974

### Особисті
- Футболіст року в Аргентині

1970
- Найкращий бомбардир чемпіонату Португалії

1973–1974 (46 голів), 1974–1975 (30 голів)
- Золотий бутс

1974 (46 голів)